# آرتور کولیرس
آرتور کولیرس (هلندی: Arthur Ceuleers; ۲۸ فوریهٔ ۱۹۱۶ – ۵ اوت ۱۹۹۸) بازیکن فوتبال اهل بلژیک بود.
وی همچنین در تیم ملی فوتبال بلژیک بازی کرده‌است.